# Eelco Veldhuijzen
Eelco Veldhuijzen (Woerden, 19 juli 1984) is een Nederlandse atleet uit Woerden, die is gespecialiseerd in de 400 m horden.

## Loopbaan
Zijn eerste eremetaal op nationaal seniorenniveau behaalde Veldhuijzen in 2004, toen hij op de Nederlandse kampioenschappen derde werd in zijn discipline. Twee jaar later eindigde hij op de NK op de 400 m horden één treetje hoger: achter kampioen Vincent Kerssies (50,71 s) veroverde hij het zilver in 51,01. Ten slotte behaalde hij op 1 juli 2007 op de NK in Amsterdam de nationale titel. Op de laatste horde viel hij bijna, waardoor Vincent Kerssies hem de overwinning haast nog voor zijn neus wegkaapte. Uiteindelijk wist Veldhuijzen de titelhouder toch nog in te halen en hem te verslaan.
In 2008 kwam Veldhuijzen vanwege een blessure niet in actie. In mei van dat jaar maakte hij bekend, dat hem vanwege een flinke rugblessure drie maanden absolute rust was voorgeschreven. "Dat is dus flink balen. Voordat ik weer de training kan oppakken is het zomerseizoen al voorbij," aldus Veldhuijzen.
Eelco Veldhuijzen is aangesloten bij atletiekvereniging AV Clytoneus. Daarnaast speelt hij sinds januari 2011 bij volleybalvereniging USV Protos in het team van Heren 6. In het daaropvolgende seizoen speelt hij bij Heren 5.

## Nederlandse kampioenschappen
| Onderdeel    | Jaar |
| ------------ | ---- |
| 400 m horden | 2007 |

## Persoonlijke records
| Onderdeel    | Prestatie | Datum            | Plaats |
| ------------ | --------- | ---------------- | ------ |
| 400 m        | 48,35 s   | 17 mei 2007      | Vught  |
| 110 m horden | 14,48 s   | 2 september 2007 | Vught  |
| 400 m horden | 50,19 s   | 9 juni 2007      | Genève |